# Strada statale 276 dell'Alto Agri
La strada statale 276 dell'Alto Agri (SS 276), ora in parte strada provinciale ex SS 276 dell'Alto Agri (SP ex SS 276), è una strada statale e provinciale italiana, il cui percorso si snoda in Basilicata.

## Percorso
L'arteria ha inizio nel centro abitato di Brienza dove si distacca dalla strada statale 95 di Brienza. Dopo 900 metri raggiunge lo svincolo Brienza della strada statale 598 di Fondo Valle d'Agri e da questo punto in poi il tracciato prosegue in gran parte parallelo alla stessa SS 598. Il suo percorso passa quindi per i centri abitati di Marsico Nuovo e Paterno, lambendo poi quello di Tramutola nel punto dove si distacca la strada statale 276 dir dell'Alto Agri.
La strada prosegue quindi verso est raggiungendo Viggiano ed innestandosi infine sulla ex strada statale 103 di Val d'Agri.
In seguito al decreto legislativo n. 112 del 1998, dal 2001 la gestione del tratto SS 598 presso Brienza-SS 103 presso Viggiano (dal km 1,000 al km 49,840) è passata dall'ANAS alla Regione Basilicata, che ha provveduto al trasferimento dell'infrastruttura al demanio della Provincia di Potenza.
Nonostante nel precedente decreto si faccia riferimento al trasferimento dell'intera strada, nei fatti il primo tratto misurato in un primo tempo pari a 1,000 km è rimasto in carico all'ANAS come poi rettificato nel D.P.C.M. dell'8 luglio 2010. Attualmente la tratta in esercizio ANAS è stata ulteriormente misurata in 0,900 km.

## Strada statale 276 dir dell'Alto Agri
La ex strada statale 276 dir dell'Alto Agri (SS 276 dir), ora strada provinciale ex SS 276 dir dell'Alto Agri (SP ex SS 276 dir) in Basilicata e strada regionale 276 dir Confine provincia-Innesto SR 103 (SR 276 dir) in Campania, è una strada regionale e provinciale italiana di collegamento interregionale.
Si tratta di una diramazione della SS 276 che all'altezza di Tramutola punta verso ovest che, superando il valico della Vaiana, raggiunge la ex strada statale 103 di Val d'Agri nei pressi di Montesano sulla Marcellana.
In seguito al decreto legislativo n. 112 del 1998, dal 2001 la gestione del tratto lucano è passata dall'ANAS alla Regione Basilicata, che ha provveduto al trasferimento dell'infrastruttura al demanio della Provincia di Potenza; la gestione del tratto campano è invece passata dall'ANAS alla Regione Campania, che ha ulteriormente devoluto le competenze alla Provincia di Salerno.